# Heteronyx granulifer
Heteronyx granulifer är en skalbaggsart som beskrevs av Blackburn 1889. Heteronyx granulifer ingår i släktet Heteronyx och familjen Melolonthidae. Inga underarter finns listade i Catalogue of Life.